# L'Anunciació (El Greco, Museu Belles Arts de Bilbao)
L'Anunciació a la Verge María, que es troba al Museu de Belles Arts de Bilbao, és una obra d'El Greco, amb probable participación de l'obrador d'aquest mestre.

## Tema
L'Anunciació és l'episodi que relata l'aparició de l'arcàngel Gabriel, per tal d'anunciar a la Verge Maria que seria mare de Jesús per obra de l'Esperit Sant. Aquest episodi només està referit a l'Evangeli segons Lluc, a Lc.1:26-38.

## Anàlisi
Oli sobre llenç; 113 x 65 cm.; 1596-1600; Museu de Belles Arts de Bilbao.
La majoria dels crítics consideren aquesta obra autèntica d'El Greco. Tanmateix, Harold Wethey hi veu la participación de l'obrador del mestre. Les desraonades lletres de la llenca de tela blanca no formen una signatura.
Aquest llenç és una rèplica (potser un esbós) de L'Anunciació (Retaule de María de Aragón) i sembla ésser el company de L'Adoració dels pastors (Galeria Nacional de Roma) i del pendant d'aquest, El Baptisme de Crist (Galeria Nacional de Roma) El colorit segueix el mateix esquema que el del gran llenç del Museu del Prado, però és menys brillant.

## Procedència
- Probablement procedeix de la Condesa de Quinto.
- Venda a París, l'any 1862, número 63, amb les dimensions 111 x 66 cm.
- Diputació Foral de Biscaia